# 2022 FIFAワールドカップの論争一覧
本項目では、2022 FIFAワールドカップに関する論争について記述する

## 開催地
カタールでのワールドカップの開催決定は主催国としてのカタールの適合性とFIFA入札プロセスの公正さの両方について多くの「懸念と議論」を呼び、多くのメディア、スポーツエキスパート、および人権団体からの批判は、カタールのサッカーにおける歴史、高コスト、局地気候、およびカタールの人権の記録などの問題を浮き彫りにした。また、カタール招致委員会とFIFAメンバーとエグゼクティブの間で多くの贈収賄が行われたとの主張があり、その後、Theo Zwanzigerやセップ・ブラッター会長を含め、何人かのFIFA理事は開催権をカタールに決定したことが「誤り」であったと発言した。

## 気候と開催時期
ワールドカップは通常北半球が夏の間に開催されるが、その時期のカタールの気温は50℃以上に達していると懸念されていた。2010年11月に現地紙「カタール・トゥデー」のインタビューに応じたドーハのスポーツ病院の2人の医師は、気候が問題であり、地域の気候がプロスポーツ選手の「健康に影響する」であろうと話した。そのうえで、特にフットボール選手は「より多くの誤りが犯されるでしょう」とした上で、穏やかな気候とそれにおいて、「ゲームの間である時は長い」と話した。さらに、医師の1人は、「カタールの気候に順応するのは不可能です」と証言した。誰がトーナメントを主催するかを評価するための検査チームは、カタールの天候が「高リスク」であると語った。FIFA会長セップ・ブラッターは最初批判を拒絶したが、2013年9月に開催されたFIFA理事会で、夏の代わりとして冬に開催実現の可能性を評価するであろうと述べた。

### スタジアムの中の供給
カタールの招致委員会の会長は、「気温は現在も未来も問題ではありません」と述べており、カタールの招致委員会の公式サイトは以下のように説明している。
「5つのそれぞれのスタジアムには、太陽光発電を利用してスタジアムでファンとプレーヤーの両方を冷却する装置を設置し、試合が開催されていない時間には、スタジアムの太陽光発電設備は送配電網へエネルギーを供給する。試合が開催される際には、スタジアムは送配電網からエネルギーの供給を受ける。これはスタジアムの炭素中立のための基礎であり、他の暑い気候の国でも主要なスポーツ・イベントを主催することができるように、私達が開発したスタジアムにおける冷却技術がそれらの地域でも利用可能となるよう計画しています」
この方法なら、理論上50℃から温度を低下させることが可能と主張しており、また招致委員会では地下鉄の駅とスタジアムの間でファンゾーン、トレーニングのピッチと歩道においてそのような冷却技術を使うことを提案している。これはカタールにとって大きなコストの問題を内包していた。

### 冬のワールドカップ
冬にワールドカップを開催することについては物議を醸した。ブラッター会長は、それが、クリスマスシーズン(カタールの場合は支配するイスラム教であるが、ワールドカップにおけるサッカー選手は主にキリスト教)と衝突するかもしれないので、11月または12月のイベントに関する懸念を表明する一方、2022年の冬季オリンピックによって影響するかもしれないので、トーナメントが1月または2月に開催されないであろうと発言した。それとしてこのトーナメントを北半球の冬に移動させることに関するプレミア・リーグの懸念の声はローカルなリーグを妨げた。イギリスサッカー協会の会長グレッグ・ダイクは2013年に就任した直後に、冬季開催か、他国での開催のどちらかを受け入れると発言しており、FIFA理事会メンバーのZwanzigeは、2022年のワールドカップを砂漠のカタールで行うことが「あからさまな誤り」であると語り、冬季大会への移動の可能性は主要なヨーロッパ国内のリーグへの影響のため管理不能だと述べた。
2013年10月に、代替日を検討し、ブラジルでの2014年のワールドカップの後に報告するタスクフォースが委任された。2014年の初頭、FIFA事務総長ジェローム・ヴァルケは、これを先取りしたかのように次のように発言した。「率直に言って、気候が安定してヨーロッパの春に近い11月15日から12月末の間で行う」この発言は、クリスマスシーズンとの兼ね合いで物議を醸したが、ジム・ボイス副会長は「実行委員会としては、まだ決定していない」と反論した。「すべての関係者が集まって、意見を述べてから決定することが合意されており、私の理解する限り、その決定は2014年末か2015年の3月の執行委員会まで行われず、夏のままだ。」と述べた。。
暑さの問題と戦うもう一つの選択肢はカタールの気候が涼しくなる北半球の冬にワールドカップの開催日を変更することである。しかし、特にヨーロッパで多くの国内のリーグのカレンダーを変えなければならないので、同様に問題が多いと判明した。
FIFA執行委員会のメンバーであるフランツ・ベッケンバウアーは、カタールが2022年のワールドカップを冬に開催することを認める可能性があると述べた。彼は、カタールがスタジアムの冷却に費やしていた費用を節約できることを理由に、この提案を正当化した。ベッケンバウアーはこう言った。「別の解決策を考えるべきだ。1月と2月には、25℃の快適な気温が保たれている。カタールは票を勝ち取り、中東から最初の開催国として公正なチャンスに値する。」。カタールでのワールドカップ獲得記念式典の中で、FIFA会長であるセップ・ブラッターは後で、この提案がもっともだと同意した。しかし、後で、FIFAは6月と7月の試合という入札時の立場からの変更は、ホスト協会が提案するものだと明確化した。ベッケンバウアーは後に、贈収賄の調査のために協力することを断ったため、FIFAからサッカー関連の活動について90日間の禁止処分を受けた。
UEFA会長のミシェル・プラティニがヨーロッパのクラブ大会をそれに合わせて再編成する用意があることを示したことで、ヨーロッパの冬の時期に大会を開催するという考え方は、さらに後押しされることになった。プラティニの投票により、2022年の夏のワールドカップはカタールに決まった。FIFA会長のセップ・ブラッターは、空調の効いたスタジアムにもかかわらず、イベントが試合そのものよりも他の文化イベントを含んでいると述べている。そのうえで、彼は、ファンやプレーヤーが夏の温度の中で参加することができたかどうかを疑問視していた。
ヨーロッパのリーグによる反対に加えて、オーストラリアサッカー連盟の会長であるフランク・ローウィーは、2022年のワールドカップの日程を夏から冬に変更することはAリーグのスケジュールを狂わせると述べ、万が一、決定が先に進むならば、FIFAから補償を求めると述べた。
2013年9月、FIFAが放送局との間で、ワールドカップの開催日を変更すると他のテレビ番組と衝突する可能性があるとして協議していたことが報じられた。2018年と2022年のワールドカップの放送権を4億2500万ドルで獲得したフォックス放送が、シーズン切り替えの可能性について、冬に行われるNFLのシーズンとぶつかるとして、後に怒りの声を上げたのである。同ネットワークは、大会が夏に開催されることを理解した上で権利を買ったのであり、もし変更が進めば、補償を求めると述べた。

## コスト
複数の見積りによれば、ワールドカップは、カタールにおよそ1380億ポンド(2200億米ドル)の予算を必要としようとしており、これは南アフリカで行われた2010年のFIFAワールドカップに使った35億ドルのおよそ60倍に当たる。ドイツの法律と金融のアナリストのニコラ・リッターは、投資者のサミットが、1070億ポンドがスタジアムと設備に加えて、輸送インフラストラクチャーの上のさらなる10億ポンド上で使われるであろうとミュンヘンにおいて考えていたと話していた。また、リッターは300億ポンドが、プレーヤーとファンのための設備と宿泊施設を訓練することにおいて480億ポンドを持つ空調されたスタジアムを建てることに使われ、さらなる280億ポンドは、トーナメントの開幕戦と決勝が行われるスタジアムを取り囲むであろうLusailと呼ばれる新しい都市を創ることに使われると話していた。2013年4月にメリルリンチによって発表されたリポートによれば、バンクオブアメリカの投資バンキング部門で、カタールの組織者は、増大するコストのため、少しのスタジアムを承認するために、FIFAから要求した。ブルームバーグは、開催地の数を12から8か9に減らす計画を立てると発言。2010年12月9日に発表されたリポートは、FIFA会長のセップ・ブラッターが、カタールの隣国がワールドカップまでの間でいくつかの国際試合を主催することができたと述べることを引用したが、リポートの中で特定の国は名前を挙げられなかった。ブラッターは、そのような決定が最初にカタールによってされ、その後にFIFAの理事会によって承認されなければならないと付け加えた。ヨルダンのフセイン国王はオーストラリア新聞協会に対して、バーレーン、アラブ首長国連邦、およびサウジアラビアで試合を行うことが、地域の人々に役立つであろうと述べた。

## 文化と政治の問題

### カタールとサッカー
ワールドカップ招致時、サッカーカタール代表はFIFAランクで113位で、それまでに一度もワールドカップの出場権を得たことがなかった。AFCアジアカップでは、2000年と2011年のベスト8が最高位（後者は開催国）で、最も権威のある賞はガルフカップで2回(いずれも開催国)だった。スイスより小さいカタールは、ワールドカップを主催する最も小さな国になる。2010年現在、常住人口は100万人未満で、1930年のウルグアイの人口170万人を下回っている。これらのことから実力やサッカー文化を疑問視する声や、ワールドカップの開催国としてふさわしくないのではないかという声もある。
また、カタール代表は外国から帰化した選手を起用することで知られており、例として、セバスチャン・ソリアやルイス・マルティン・カルロス・ジュニオールが挙げられる。

### アルコール
カタール2022FIFAワールドカップ招致委員会会長は、開催期間中、イスラム教国家がアルコール消費を許すだろうと述べており、 アルコールが購入できる特定のファンゾーンが設けられた。国外在住者はアルコールを購入でき、特定の企業は許可を得てアルコールを販売できるが、カタールの法律制度はシャリーアに基づいているため、公共の場で飲むことは許可されない。
大会スポンサーであるバドワイザーは、大会で販売するためビールの在庫を確保していたが、直前になり一転して、スタジアムでの販売禁止が伝えられたため、優勝チームに贈呈することとした。

### イスラエルの資格
カタール招致団の団長は、カタールはイスラエルを国家承認していないが、イスラエルが予選を通過すればワールドカップに出場できると述べた。なお、イスラエルは予選敗退している。

## 人権問題

### 移民労働者の奴隷扱い
カタールワールドカップで最も話題になった問題のひとつに、インフラ建設のために雇われた労働者の待遇がある。ヒューマン・ライツ・ウォッチと国際労働組合総連合は、カファラシステムが移民労働者を組織的な虐待に弱い状態に置いていると主張している。 労働者はスポンサーの許可なしに転職や出国さえできない。 2013年11月、アムネスティ・インターナショナルは、パスポートを取り戻すために賃金を受け取ったという偽りの声明に労働者がサインしなければならなかったことなど「深刻な搾取」だと報告している。 労働キャンプを訪れたITUCのシャラン・バローズは労働者を「基本的に奴隷」と表現し、「（2022年ワールドカップの授与から）2年が経過しても（カタール）政府が基本的なことを行っていないなら、人権に対するコミットメントはない」と付け加えた。 カタール2022最高委員会は「我々のコミットメントは、労働者の福祉の改善という永続的な遺産を確保するために労働条件を変更することです。私たちは、これが一夜にしてできることではないことを認識しています。しかし、2022 FIFAワールドカップはこの点での改善の契機として作用しています」と述べている。
在カタールネパール大使のマヤ・クマリ・シャルマは、カタールが彼女の母国からの労働者にとって「開かれた刑務所」になっていると述べた。 ガーディアンによる2013年9月のレポートによると、2022年ワールドカップインフラの建設を扱う会社が、約束の給与を拒否し、必要な労働者ID許可を保留して、彼らを不法滞在者にして滞在を強制したため、多くのネパール労働者が劣悪な状況に直面したとのことであった。ガーディアンは、彼らの調査がカタールの労働者の最大のグループを構成する何千人ものネパール人が、2022年への道を開くための建設ラッシュの間に、国際労働機関によって定義された現代の奴隷に相当する搾取と虐待に直面していることを示唆する証拠を見つけたと記載している。カタールのネパール人労働者は1日に1人の割合で死亡している ガーディアンの記事に付随するビデオレポートは、不衛生で荒廃した環境の労働キャンプで暮らす男たちを映し出していた。労働者たちは、カタールに来る前に高い給料を約束され、カタールに到着すると契約書が破棄されたとガーディアンに語った。何カ月も給料が支払われていないのに、建設会社は労働者IDやパスポートを拒否し、窮地に追い込まれたと話す者もいた。労働者は食べ物をねだるしかなく、殴られることもあったという。彼らは逃げようとすることもできたが、適切な書類なしで捕まると逮捕される。 ヤングタークスのクルーは、カタールの他のプロジェクトで行われたこれらの人権侵害の責任者も公然と批判している。

### LGBTのファン
カタールでは同性愛が違法とされ、メディアで注目された。 FIFA会長のゼップ・ブラッターは当初、こう語っていた。「いかなる性的行為も控えるべきだと言いたい。」彼は続けて「我々（FIFA）はいかなる差別も望んでいない。我々がやりたいことは、このゲームを誰にでも、あらゆる文化に開放することであり、これが2022年に我々がやることだ」 カタールが同性愛者を「検知」し入国禁止のための医療スクリーニングテストを導入するという報道を受けて、LGBT活動家ピーター・タチェルは「今やFIFAはカタールのワールドカップ中止以外の選択肢がない」と述べている。

## 汚職疑惑
FIFA執行委員会のメンバーが関与する選考過程では、贈収賄や汚職の疑いも指摘されている。

### 2011年
2011年5月、FIFA幹部の汚職疑惑が浮上し、カタールで開催されるワールドカップの正当性に疑問が呈された。 当時の副会長ジャック・ワーナーによると、当時アジアサッカー連盟の会長であったモハメド・ビン・ハマムを通じて、カタールが賄賂によって2022年ワールドカップを買収した可能性に関するメールが公表された。カタールの招致チームの関係者は不正を否定している。 フェードラ・アルマジッドと明らかにされた内部告発者は、アフリカの複数の関係者がカタールから150万ドル支払われたと主張した。彼女は後に収賄の主張を撤回し、カタールからの仕事を解かれたことで招致チームに復讐するためにそれらをでっち上げたと述べている。彼女はまた、撤回するように圧力をかけられたことも否定した。FIFAは撤回を記載した彼女からの電子メールを受け取ったことを確認した。

### 2014-2015年
2014年3月、カタールの招致成功に関連する企業が、委員会メンバーのジャック・ワーナーとその家族に約200万ドルを支払ったとの疑惑が浮上した。デイリー・テレグラフは、アメリカのFBIがワーナーと彼のカタール入札との関連疑惑を調査していることを報じた。
2014年6月1日、サンデー・タイムズは、ビン・ハマムがカタール招致を支援するためにサッカー関係者に500万ドル以上を支払ったことを証明するとされる電子メール、手紙、銀行振り込みなどの文書を入手したと主張した。ビン・ハマムと賄賂を受け取ったと非難された者たちはその容疑を否定している。
その後、2014年6月にカタール航空CEOのアクバル・アル・ベイカーがドイツメディアのインタビューに応じ、疑惑はカタールでのワールドカップ開催を望まない当事者による妬みと不信によって引き起こされており、ワールドカップ開催に向けた努力に対して相応の敬意を得られていないと述べた上で、カタール首長は汚職や賄賂の事例をゼロ・トレランス方式で厳しく罰し、禁じていることを改めて強調した
2015年6月7日に公開されたインタビューで、FIFAのAudit And Compliance CommitteeのトップであるDomenico Scalaは、「カタールとロシアへの栄誉が買収された票によってのみもたらされたという証拠があれば、取り消すことができる」と述べている。

### 2019年
2022年ワールドカップ招致活動の内部告発者であるボニータ・メルシアデス氏が1月に出版した本によると、2010年12月の投票前の数ヶ月間、FIFA幹部はカタールが勝てば2022年の運営組織に資金不足が生じることを内々に心配しており、アルジャジーラ（現beIN Sports）がカタールが勝てば1億ドルを支払うとの密約に合意していたと主張している。同書によると、この取引は当時FIFAの事務局長で、後に汚職で9年間のサッカー界追放処分を受けたジェローム・バルケの関与と知識のもとに行われたという。The Mail on Sundayはこの疑惑についてbeIN Sportsに質問し、スポークスマンはボーナスを「制作費」として特徴づけ、「標準的な市場慣習であり、スポーツ連盟やスポーツの権利者によって放送局に課されることが多い」と述べた。
サンデー・タイムズが入手したリーク文書によると、カタール国営テレビ局アルジャジーラは、FIFAが2022年ワールドカップ開催を発表するわずか21日前に、放送権として4億ドルをFIFAに密かに提示していたことがわかった。この契約書には、FIFAとカタールの国営メディア放送アルジャジーラとの間で、2010年のワールドカップ投票でカタールが勝った場合のみ、1億ドルもFIFAの指定口座に支払われるというテレビに関する秘密契約も記録されている。また、最初の申し出から3年後に4億8000万ドルが追加で提示され、2022年ワールドカップ開催に向けてカタールから提示された金額は8億8000万ドルになった。この文書は現在、スイス警察による贈収賄の調査資料の一部となっているFIFAはこの調査についてコメントを拒否し、電子メールでサンデー・タイムズに回答し、「FIFAワールドカップ2022年招致に関連する疑惑は、すでにFIFAによって広範囲にコメントされており、2017年6月にFifa.comでガルシア報告書を完全に公開済みです。」とした。 さらに「スイスの司法長官事務所に刑事告訴を行い、現在も係争中であることにご留意ください。FIFAは当局に協力しており、今後も協力する予定です。」ともしている。 beINのスポークスマンは声明で、同社は「根拠のない、あるいは乱暴な憶測の申し立てには対応しない」と述べている。
イギリスの国会議員（MP）であり、イギリスの議会委員会の議長であるダミアン・コリンズは、アルジャジーラからの支払いを凍結するよう求め、契約が「明らかに規則に違反しているように見える」ことから、見かけ上の契約に関する調査を開始した
前UEFA会長のミシェル・プラティニは、2019年6月18日に2022年ワールドカップのカタールへの報酬に関連してフランス警察によって逮捕され、パリ郊外の司法警察反汚職事務所に拘留された。この逮捕は、深刻な金融犯罪に対する法執行を担当するフランスのParquet National Financierが2年前に開始したカタールの決定に関する調査における最初の実質的な公的動きとなる。